# Arangetram

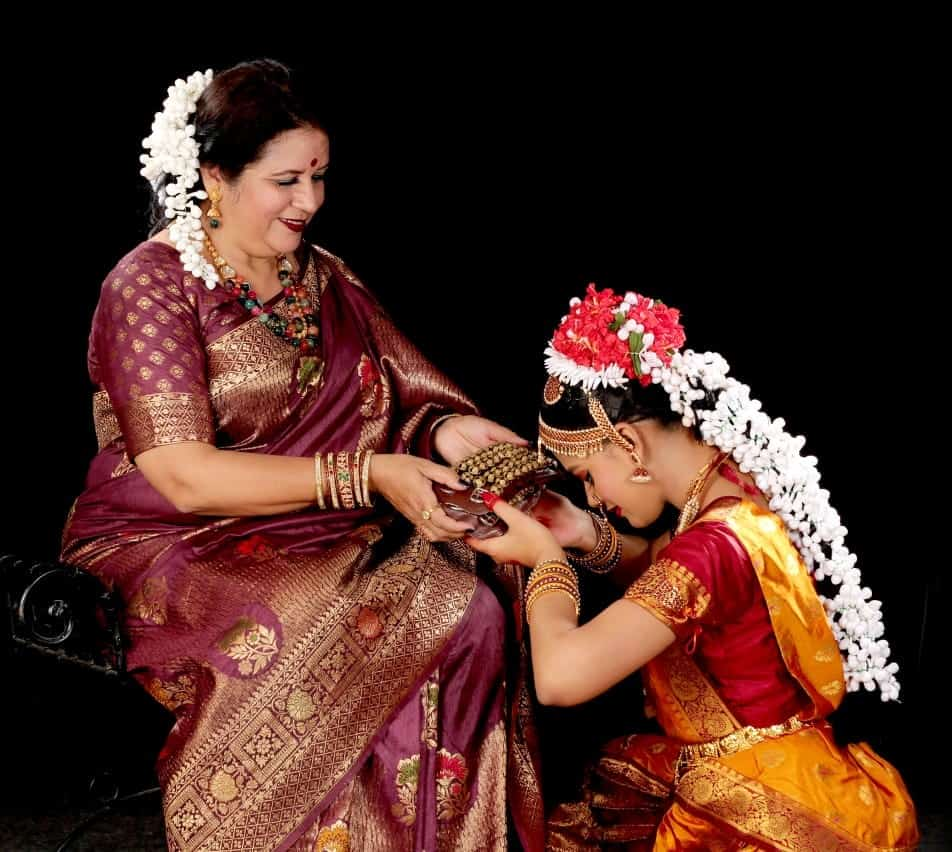
Cérémonie d'Arangetram en Bharatanatyam, une étudiante démontre son respect à sa professeure (Guru)

Arangetram (Arangettam - அரங்கேற்றம்றம் en tamoul, അരങ്ങേറ്റ്റം en malayalam) est le nom donné à la première représentation en public, d'un élève de danse et de musique classiques indiennes. Cette première représentation faite en présence du maitre à danser, fait suite à des années de formation et est considérée comme une sorte d'examen final pratique. Elle a de plus un caractère éminemment religieux et débute par un acte de dévotion et prière devant l'image de la divinité. Beaucoup de formes de danse classique indienne exécutent un arangetram, le temps venu, pour un disciple.

## Signification
Le mot arangetram signifie première représentation en public pour un danseur à l'issue d'une formation formelle. À la suite de cette représentation, introduite et suivie par l’enseignant, le danseur peut ensuite aller de l'avant et envisager également de transmettre ses connaissances à d'autres aspirants apprenants cette même pratique artistique. Exécuter un arangetram est une vieille tradition, qui marque le parcours d'un danseur, et la maîtrise acquise, à la fois de la danse et de la musique savante.

## Étymologie
Arangetram serait issu de la concaténation de deux mots tamouls, signifiant organisation et montée.

## Historique
Dans une épopée de la littérature tamoule, Silappadikaram (tamoul : சிலப்பதிகாரம்) ou Le Roman de l'anneau, datant du Ier siècle, un poème intitulé Arangerrukatai (Histoire de l’angetram), relate la première danse effectuée par une héroïne de ce texte, une jeune femme, Matavi (ou Madhavi), devant le roi. Elle a 12 ans et s’entraîne pour ce moment depuis 7 ans. Cette représentation fait d’elle une danseuse à part entière. Cette épopée est une fiction, mais s’appuie probablement, dans ses détails, sur des pratiques réelles de l’époque.
La pratique de l’arangetram a été maintenue, lorsque les danses classiques tels que le kathak, le kuchipudi, le manipuri, le kathakali, le bharata natyam, le mohiniattam sont passées du temple, ou de la cour, à la scène, et que leur pratique a retrouvé une popularité et une vigueur au sein de la société indienne. La danseuse Balasaraswati réalise ainsi son arangetram en 1925, au temple Kamakshi Ammam à Kanchipuram, le choix d’un temple s’inscrivant pleinement dans la tradition de sa famille. La danseuse Rukmini Devi Arundale choisit un tout autre cadre pour son arangetram, tout aussi symbolique. Elle l’effectue en 1935 lors des célébrations du jubilé de diamant de la Société théosophique.
La pratique de l’arangetram existe aussi pour des instrumentistes tels que les joueurs de mridang, ou le ghatam.
Des critiques s’élèvent toutefois sur l’évolution de cette notion d’arangetram qui peut prendre une connotation d’examen, avec des forfaits proposés par des formateurs pour «réussir son arangetram», ou encore devenir une cérémonie de dédicace culturelle, notamment au sein de la diaspora, avec un accent mis sur des aspects plus accessoires tels que le costume. Pour une chercheuse et danseuse comme Padma Subrahmanyam, l’arangetram est même devenue un business pour certaines écoles de danse, une affaire commerciale, et une façon d’afficher une appartenance culturelle,.